# Med Stream
Med Stream (englisch Mediterrenean Pipeline Project, türkisch Akdeniz Boru Hattı; hebräisch מסדרון התשתיות [misde̞'ʁo̞n hataʃti'jo̞t]) war ein türkisch-israelisches Infrastrukturprojekt aus dem Jahr 2008 über die Errichtung eines unterseeischen Korridors aus Pipelines, die Elektrizität, Erdgas, Rohöl und Wasser von der Türkei nach Israel transportieren sollten. Auch über die Verlegung einer Telekommunikationsverbindung wurde diskutiert. Die Erdgas- und Rohölpipeline wären die Verlängerung der Baku-Tiflis-Erzurum-Pipeline (BTE) bzw. der Baku-Tiflis-Ceyhan-Pipeline (BTC).

## Geschichte
Im Juli 2008 beschlossen die zuständigen Minister der Türkei und Israels die Durchführung von Machbarkeitsstudien.
Die Pläne beinhalteten den Bau einer 460 Kilometer langen Pipeline von der türkischen Hafenstadt Ceyhan zur israelischen Hafenstadt Haifa. Die Pipeline sollte 20–50 Mio. t Rohöl, 4–10 Mrd. m³ Erdgas, 400–1000 Mio. m³ Frischwasser sowie bis zu 4,2 GW Elektrizität pro Jahr nach Israel transportieren. Die geschätzten Baukosten lagen zwischen 2 und 4,5 Mrd. US-Dollar. Es wurde mit einer Bauzeit von drei Jahren gerechnet. Die Fertigstellung hätte 2013 erfolgen sollen.
Das Projekt kam infolge der massiven Verschlechterung der politischen Beziehungen zwischen Israel und der Türkei seit 2010 sowie nach der nahezu zeitgleichen Entdeckung erheblicher Erdgasvorkommen in der erweiterten Wirtschaftszone Israels im östlichen Mittelmeer zum Erliegen.